# Marius Lăcătuș
Marius Mihai Lăcătuș (n. 5 aprilie 1964, Brașov, România) este un fost fotbalist român, care a evoluat în cea mai mare parte a carierei în echipa Steaua București. A făcut parte din echipa Stelei campioană europeană inter-cluburi în 1986, când a transformat un penalty de departajare în finala cu FC Barcelona. A evoluat pentru selecționata României la trei turnee finale, două de Campionat Mondial și unul de Campionat European.
În martie 2008 a fost decorat cu Ordinul „Meritul Sportiv” Clasa a II-a pentru câștigarea Cupei Campionilor Europeni din sezonul 1985-1986.

## Cariera ca fotbalist
Marius Lăcătuș s-a născut pe 5 aprilie 1964, la Brașov, unde avea să debuteze, la numai 13 ani, pentru Steagul Roșu. Anul 1983 a fost cel în care „Fiara” a pășit pentru prima oară în Ghencea, unde a cunoscut cele mai mari satisfacții din carieră.
A câștigat de 10 ori campionatul național cu Steaua (1985, 1986, 1987, 1988, 1989, 1994, 1995, 1996, 1997, 1998), 7 Cupe ale României (în anii 1985, 1987, 1988, 1989, 1996, 1997, 1999), o Cupă a Campionilor Europeni (1986) și Supercupa Europei (1987) fiind singurul jucător român cu o asemenea performanță. Cel mai important gol din întreaga sa carieră de jucător rămâne cel marcat în poarta catalanilor de la FC Barcelona, pe data de 7 mai 1986, când Steaua obținea cea mai mare performanță din istoria fotbalului românesc: câștigarea Cupei Campionilor Europeni. Lăcătuș a jucat la clubul Steaua din 1983, de la vârsta de numai 19 ani. Între anii 1990 și 1993 a plecat în străinatate, evoluând în Italia, la AC Fiorentina, apoi în Spania, la Real Oviedo, făcând o pauză de 3 ani. După câțiva ani a revenit la Steaua, încheindu-și activitatea de fotbalist la FC Național București în 2000. A rămas un simbol al Stelei, fiind personajul cel mai iubit de suporterii acestei echipe.
De-a lungul timpului, a evoluat în 414 meciuri din Divizia A și a marcat 103 goluri, în timp ce în Cupele Europene a jucat cu Steaua în 72 de meciuri și a înscris de 17 ori.
La nivelul echipei naționale, noul antrenor al Stelei a evoluat în 84 de partide (13 goluri) și a participat la Campionatele Mondiale din 1990 și 1998, precum și la EURO 1996.
A marcat peste 100 de goluri pentru formația Steaua București.

## Cariera ca antrenor
Cariera de tehnician a lui Marius Lăcătuș a început la FC Național, unde a fost antrenor-jucător, după care a fost secundul lui Mihai Stoichiță la echipa națională de fotbal a Panamei. După întoarcerea în România, a ocupat funcția de antrenor principal la FC Brașov, Oțelul Galați, Ceahlăul Piatra Neamț, CS Inter Gaz București și UTA Arad, pe care a pregătit-o între iulie 2006 și octombrie 2007. Din 28 octombrie 2007 până în iunie 2009 a pregătit în două rânduri pe Steaua București, cu o întrerupere de câteva luni în toamna anului 2008. După ratarea titlului de campion în 2009, a demisionat. A preluat pe FC Vaslui cu care a încheiat sezonul 2009-2010 al Ligii I pe poziția a treia. În vara anului 2010 a încetat colaborarea cu vasluienii cu dorința de a se muta definitiv în Spania. După numai câteva luni, în septembrie 2010, a fost convins să se întoarcă în România pentru a reveni pe banca tehnică a Stelei, la conducerea căreia a început al treilea mandat în 27 septembrie, însă pe 7 martie a demisionat după o înfrângere cu 0-3 acasă, în fața echipei FC Brașov.